# Патријарх српски Гаврило II
Гаврило II, Михић или Михаиловић, у историји познат као Гаврило II Сарајевац био је архиепископ пећки и патријарх српски у кратком времену током 1752. године.
Након смрти митрополита митрополита дабробосанског Мелентија, 1741. године, на његово место је дошао Гаврило. Родом је био из Сарајева. По оцу Михајлу презивао се „Михајловић“. Међутим два записа га називају „Микић“, а Радослав М. Грујић и Војислав Богићевић „Михић“.
Већ прве године свога архипастирског рада потписао је пролог који је јеромонах Атанасије Кецман поклонио манастиру Рмњу, за свој вечни помен и његовог сина презвитера Саве.
Име митрополита Гаврила, који је освећивао антиминсе почевши од 1749. године, налази се на антиминсима све до 1754. године када већ није био више жив. Зато је на два места и избрисано његово име, јер су издати после његове смрти, а потписао их је архијереј који их је издавао за богослужбену употребу.
По налогу патријарха пећког Атанасија II Гавриловића, митрополит Гаврило је хиротонисао архимандрита Симеона Кончаревића за епископа далматинског у манастиру Дужима и о томе му издао одговарајућу грамату 15. септембра 1751. године.
Пре него што је изабран за патријарха пећког, збачен је са места митрополита дабробосанског у месецу мају 1752. године. Истог месеца и године изведен је на суд у Сарајеву пред везира Ахмет-пашу Ћуприлића.
Збачени митрополит Гаврило је исте године постао пећки патријарх после Атанасија II, а берат о постављењу му је издат 6. октобра 1752. године, али је пре истека педесет дана од издавања фермана умро, а на његово место је постављен Гаврило Николић који је био митрополит нишки.
Патријарх Гаврило II Михаиловић није ни устоличен, а патријаршки престо је предао пет дана пре своје смрти.